# 19852 Jamesalbers
19852 Jamesalbers è un asteroide della fascia principale. Scoperto nel 2000, presenta un'orbita caratterizzata da un semiasse maggiore pari a 3,1794343 UA e da un'eccentricità di 0,1575622, inclinata di 19,34280° rispetto all'eclittica.